# Ђургево
Ђургево (буг. Гюргево) је насељено место у општини Петрич у области Благоевград, Бугарска. Према попису из 2021. године било је без становника.
Према бугарском географу и историчару, Василу Канчову, у Ђургеву је 1900. године живело 400 Турака.